# Driver 3
Driver 3 (estilizado como  DRIV3R) es un videojuego para PlayStation 2, Xbox, móviles, Microsoft Windows y Game Boy Advance. Estaba previsto que este juego también estuviese para Nintendo Gamecube pero fue cancelado por valoraciones negativas.
Es la tercera parte del videojuego Driver, en el cual el jugador encarna a Tanner, un policía que actúa de forma encubierta como conductor a las órdenes de una red de delincuentes. Sucede a lo largo de tres importantes ciudades y continentes: Miami (EUA, América), Niza (Francia, Europa) y Estambul (Turquía, Asia).

## Historia
Tanner es un agente encubierto del FBI a quien se le encomienda capturar a un peligroso grupo de mafiosos de Miami llamado South Beach, liderado por Callita y Lomaz, contando con ayuda de su amigo y compañero Jones. Tanner logra infiltrarse en el grupo de gánsteres para detenerlos desde dentro. La banda de South Beach está relacionada con Solomon Caine (el hombre vestido de blanco y de gafas hippies que aparece en Driver 2) y Jericho, su no tan leal guardaespaldas, que termina matando a Caine en un ascensor. South Baech está robando coches, para venderlos a unos rusos; una vez confirmada la operación en Miami, Tanner se dirige a Niza, Francia, lugar donde conoce a Henry Vauban y Didier Doubois, dos policías franceses que le ayudan en su misión durante el resto de la operación. En Niza es donde se realiza el trato de la compra, los coches a ser vendidos son robados, y guardados en un complejo hasta ser transportados hasta la última ciudad donde termina la trama, Estambul, Turquía. Pero antes de llegar allá, Callita descubre que Tanner es un "agente del FBI", por lo que intenta matarlo y termina muerto el agente Didier Dubois, en el lugar donde se reencuentra con Jericho después de haberle traicionado en Río de Janeiro, Brasil, tiempo atrás. Una vez en Estambul y habiendo sido descubierta su tapadera, Tanner, Jones, y Vauban se disponen a terminar de una vez por todas con South Beach y detener el trato. En Estambul se hizo el pago de los vehículos, por un intermediario del que Tanner ya había sido informado en Niza por Callita, pero este termina siendo asesinado por Jericho al haberle pagado "sólo la mitad". Callita fue retenida por Tanner, Jones y Vauban y fue quien les informó que la entrega ya se había realizado y que los coches ya estaban con sus nuevos dueños en Rusia. Después de esto, Tanner se lanza junto con Jones y el policía francés a buscar a Jericho. Tanner se consigue con él en una emboscada tendida por la policía y le sigue hasta que "aparentemente" lo mata y Tanner, creyendo que Jericho estaba ya casi muerto, se da la vuelta, y este le dispara. Ya en el hospital, Tanner es intervenido por médicos turcos, mientras al lado Jericho también es atendido de urgencia. Tanner entra en encefalograma plano y le es proporcionada una descarga eléctrica con el desfibrilador. El juego termina en el momento en que se le aplica, sin saber si Tanner se salva o no (aunque por el aspecto narrativo del video, da la sensación de que Tanner volverá)

## Curiosidades del juego
- Cuando hayas terminado una vida en cualquier modo de juego, y vayas a la repetición, hay probabilidad de 3 de 10 veces en que todos tus movimientos en vehículo o pie estén cambiadas. Esto quiere decir que cuando revises la repetición de tus jugadas te saldrán acciones que no has hecho. Un claro ejemplo que suele ocurrir es cuando chocas con un coche. Dependiendo de la velocidad, éste lo esquiva, o simplemente el coche impactado no sale en la repetición.

- En el estadio de Estambul, en la puerta principal, es posible apreciar el emblema del "Besiktas", aparte, algunas puertas pueden abrirse solo acercándose, pero algunas a la mitad, y otras, completamente, puedes entrar y estar en el campo de fútbol. Hay ocho balones esparcidos, no se pueden patear, pero al dispararles con balas, se mueven por un corto tiempo.

- Se puede ir a una pista de carts en Miami, cerca del gran Hotel.

- En el mapa los puntos rojos son las casas de Tanner, si el jugador va a ellas puede encontrar armas que ya tiene y más energía

### Timmy Vermicelli
Timmy Vermicelli es un personaje oculto en el juego que aparece varias veces, este personaje trata de imitar a Tommy Vercetti del videojuego Grand Theft Auto: Vice City. Si se logra aniquilar a los 10 Timmys Vermicelli se dice que si entras a la armería oculta que está fuera del mapa, se activa el sistema de alerta y se ven otros Timmys Vermicelli persiguiendo al jugador en un camiones a toda velocidad. Entre otros lugares se podrá encontrar en:
- En la casa de enfrente de la de Tanner escondido entre las hierbas, munido de una ametralladora.

- En una casa al final de la autopista de Niza. Al llegar al final de la autopista se debe virar a la izquierda e ir a un almacén con algunos tambos de basura en la entrada. Está dentro del almacén subiendo las escaleras.

- En una cueva en la ciudad de Niza, en la playa.

- En Miami, en el ancensor del hotel de la misión Azoteas.

- En el estadio de Baseball en Miami, detrás de una máquina tirada con un ametralladora.

## Coches secretos
En cada ciudad puedes encontrar coches en lugares determinados, en Estambul, pudes encontrar uno en un depósito, En la Parte norte del mapa cerca de la línea del tranvía. Otro en el puerto, dentro de un contenedor, y también uno en los talleres del ferrocarril en la parte sur. En Miami encontraras uno al final de un pequeño desvió por la ruta que cruza ambas islas (ruta sur), otro lo veras donde termina el río, donde te encuentras con Lomaz en la misión que lo debes sorprender, y por último detrás del hotel que está en coral gables, al que debes acceder por un costado llegando a la pista de carreras.